# 14 Korpus Armijny (Imperium Rosyjskie)
14 Korpus Armijny (ros. 14-й армейский корпус, w skrócie: 14 ак) – jeden z rosyjskich korpusów armijnych okresu Imperium Rosyjskiego. 
Dowództwo korpusu stacjonowało w Lublinie.

## Struktura organizacyjna
Organizacja w 1914
- dowództwo i sztab – Lublin
- 18 Dywizja Piechoty – Lublin
- 1 Brygada Strzelców – Łódź
- 2 Brygada Strzelców – Radom
- 13 Dywizja Kawalerii – Warszawa
- 14 Dywizja Kawalerii – Częstochowa
- 14 dywizjon haubic – Dęblin – ros. Iwanogorod
- 8 batalion saperów – Dęblin – ros. Iwanogorod.

## Podporządkowanie
- 4 Armii (2 sierpnia 1914)
- 9 Armii (22 września – 15 listopada 1914)
- 4 Armii (15 grudnia 1914 – 5 maja 1915)
- 3 Armii (8 czerwca – 1 września 1915)
- 1 Armii (18 września – 1 maja 1916)
- 5 Armii (25 maja – 17 lipca 1916)
- 1 Armii (1 sierpnia 1916 – 18 lutego 1917)
- 5 Armii (1 marca – grudzień 1917)

## Dowódcy korpusu
- gen. piechoty I. P. Wojszin-Murdas-Żyliński (luty 1912 – kwiecień 1917)
- gen. lejtnant A. P. von Budberg (od kwietnia 1917)